# 薮内 (小惑星)
薮内（やぶうち、2652 Yabuuti）は小惑星帯に位置する小惑星。ハイデルベルク天文台でドイツの天文学者カール・ラインムートが発見した。
日本天文学会副理事長を務めた天文学者で中国科学史学者の薮内清から命名された。